# Die Brautwahl (opera)
Die Brautwahl (Il sorteggio della sposa) è un'opera "comica-fantastica" in tre atti e un epilogo di Ferruccio Busoni. Il libretto in tedesco, dello stesso Busoni, è basato sul racconto di E. T. A. Hoffmann Il sorteggio della sposa (Die Brautwahl). Busoni iniziò a lavorare a questa, la sua prima opera compiuta, nel 1905.

## Esecuzione
Die Brautwahl fu rappresentato per la prima volta allo Stadttheater di Amburgo il 12 aprile 1912. Non fu un successo di pubblico, ma il suo fallimento non scoraggiò l'ambizione del compositore di scrivere per il palcoscenico operistico.

## Ruoli
| Ruolo             | Registro vocale | Cast della prima, 12 aprile 1912 Direttore: Gustav Brecher |
| ----------------- | --------------- | ---------------------------------------------------------- |
| Albertine         | soprano         | Elisabeth Schumann                                         |
| Edmund Lehsen     | tenore          | Otto Marak                                                 |
| Dionysius Thusman | tenore          | Willi Birrenkoven                                          |
| Bensch            | tenore          | Eduard Lichtenstein                                        |
| Voswindel         | baritono        | Hermann Wiedemann                                          |
| Leonhard          | baritono        | Robert von Scheldt                                         |
| Manasse           | basso           | Max Lohfing                                                |
| Servant           | tenore          | Fritz Windgassen                                           |

## Trama
L'artista Edmund è innamorato di Albertine ma ha molti rivali per la sua mano. Questi includono il "redivivo" Manasse, suo figlio Baron Bensch e il burocrate Thusman. Il "sorteggio della sposa" del titolo viene finalmente deciso da un processo che coinvolge tre scrigni che Edmund vince.

## Incisioni
- Die Brautwahl: Siegfried Vogel, Carola Höhn, Graham Clark, Vinson Cole, Berlin Deutsche Oper Chorus, Berlin Staatskapelle, diretta da Daniel Barenboim (Teldec, 1999).